# Fonds national d'aide au logement
Le fonds national d'aide au logement (FNAL) est, en France, un fonds qui centralise les dépenses et les recettes de l'allocation au logement. Il est alimenté par une contribution de l'État et une cotisation sociale patronale française qui contribue aux caisses de la Sécurité sociale et de la Caisse d'allocations familiales. Le FNAL (Fonds National d’Aide au Logement) 2012 est une cotisation due par tous les employeurs, quel que soit l’effectif de leur entreprise. 

## Définition actuelle
La cotisation FNAL est de :
- 0.1% de la rémunération brute, limitée au Plafond de la sécurité sociale, si l'employeur emploie moins de 50 personnes, ou entre dans certaines catégories du Code rural et de la pêche maritime.
- 0.5% de la rémunération brute totale, pour les autres employeurs.

Les deux contributions sont désormais exclusives l'une de l'autre, contrairement à la formulation choisie pour la loi initiale de 1971. 

## Historique
Instauré par la loi no 71-582 du 16 juillet 1971 relative à l'allocation logement, et plus précisément son article 7, le FNAL est défini, à partir de 1986 puis jusqu'en 2019, par le Code de la Sécurité Sociale (article L834-1, abrogé au 1er janvier 2020).
La cotisation se décompose en deux parties:
- une cotisation de base pour tout employeur
- une cotisation supplémentaire pour toute entreprise de plus de 9 salariés lors de la publication de la loi. Ce seuil sera relevé à 20 salariés.

La loi relative à la croissance et à la transformation des entreprises du 22 mai 2019 (Pacte) a modifié le dispositif du FNAL au 1er janvier 2020 : les seuils d’assujettissement au FNAL ont été augmentés : moins de 50 et 50 et plus au lieu de moins de 20 et 20 salariés et plus.

## Texte légal
- Article 7 de la loi no 71-582 du 16 juillet 1971 relative à l'allocation logement